# Carl Konow (1806–1876)
Carl Konow, född den 20 februari 1806 i Bergen, död där den 6 november 1876, var en norsk affärsman, son till Wollert Konow (1779–1839), bror till Wollert Konow (1809–1881), farfar till Sten Konow och till Carl Konow (1863–1923).
Konow utbildades för handelsyrket i England, där han hade förbindelser med högaristokratin, och etablerade sig 1832 som affärsman i sin födelsestad. Han deltog i åratal i stadens kommunala liv, var Bergens representant i stortinget 1848, 1851, 1857 och 1858 samt medverkade i en rad företag och samfund. Under sina sista levnadsår var han varmt intresserad för litterära sysselsättningar, särskilt av religiös och religionsfilosofisk art.